# Żaliński II
Żaliński (Hagenaw, Poraj Pruski, Poraj odmienny, Zaliński) – kaszubski herb szlachecki. Przemysław Pragert przytacza opinię Chrząńskiego, że jest to odmiana herbu Poraj, ale, jak sam zauważa, należałoby ten herb zaliczyć do odmian Doliwy.

## Opis herbu
Opis z wykorzystaniem zasad blazonowania, zaproponowanych przez Alfreda Znamierowskiego:
W polu czerwonym skos lewy, srebrny, obarczony trzema różami. Klejnot: nad hełmem w koronie dwa rogi bawole złote, między którymi trzy róże w słup. Labry: czerwone, podbite srebrem.

## Najwcześniejsze wzmianki
Herb pochodzący z kaplicy w Tucholi, przytoczony przez Niesieckiego (Korona polska), Chrząńskiego (Tablice odmian herbowych) oraz Żernickiego (Der polnischen Adel).

## Herbowni
Żaliński być może z przydomkiem Szystek. Żalińscy są znani głównie jako herbowni używający herbu Poraj odmienny.